# 6e armée (Frankreich)
Die 6e armée (deutsch 6. Armee) war eine Armee des französischen Heeres, die im Ersten und Zweiten Weltkrieg zum Einsatz kam.

## Erster Weltkrieg
Die 6e armée wurde im Ersten Weltkrieg Ende August 1914 auf Befehl des Grand Quartier Général vom 26. August hauptsächlich aus Truppen der Reserve und mit dem Generalstab der aufgelösten Armée de Lorraine aufgestellt und zunächst im Raum Montdidier – Péronne – Amiens konzentriert. Zwischen dem 30. August und 5. September wurde sie in das Gebiet der nördlichen Île-de-France zurückgezogen, um Paris zu beschützen und in der Ersten Marneschlacht den rechten Flügel der deutschen 1. Armee zu bedrohen (Schlacht am Ourcq). Nach der Marneschlacht verfolgte sie die zurückgehenden deutschen Truppen bis nördlich von Soissons und war an der Schlacht an der Aisne beteiligt. Sie hielt anschließend nach dem Abzug der British Expeditionary Force (BEF) von ihrem rechten Flügel die Front zwischen der Oise bis nordöstlich von Soissons.
Im August 1915 wurde die linke Grenze der Armee in das Gebiet der Somme verschoben, wo sie Anschluss an die BEF fand. Im April 1916 wurde rechts von ihr die 10. Armee eingeschoben, ab 1. Juli waren beide Armeen bis in den Spätherbst hinein in die Schlacht an der Somme involviert.
Das 20. Corps (General Maurice Balfourier) kämpfte dabei nördlich der Somme zwischen Hardecourt bis Curlu, südlich des Flusses versuchte des I. Kolonial-Korps (General Pierre Berdoulat) in Richtung auf Péronne durchzubrechen und rechts davon griff das 35. Corps (General Charles Jacquot) im Raum Lihons an.
Zum Jahreswechsel 1916/17 wurde das Armeeoberkommando aus der Front gezogen, um im Raum östlich Soissons einen neuen Frontabschnitt zu übernehmen. Hier nahm die Armee ab April 1917 an der Zweiten Schlacht an der Aisne teil, in der sie die Laffaux-Ecke einnahm. Nach dem Ausbruch von Meutereien war sie bis zum Herbst nicht mehr zu offensiven Operationen in der Lage. Ende Oktober führte sie die Schlacht bei Malmaison, in der sie ihre Positionen bis an die Ailette vorschieben konnte.
Anfang des Jahres 1918 bildete die 6. Armee nach dem Abzug der 3. Armee wieder den linken Flügel der französischen Heeresfront. Im März war sie wie die benachbarten britischen Einheiten von der deutschen Michael-Offensive betroffen. Ende März wurde daher die 3. Armee wieder links von ihr eingeschoben, die Grenze zu ihr bildete die Oise. Von Ende April bis Ende Mai wurde die Armee durch mehrere britische Divisionen verstärkt. Die dritte deutsche Offensive des Jahres 1918 zwischen Aisne und Marne traf die Armee schwer und zwang sie ab Ende Mai zum Rückzug hinter die Marne und in den Wald von Villers-Cotterêts, wo sie von amerikanischen Truppen verstärkt wurde. In der Zweiten Marneschlacht im Juli ging sie, unterstützt durch Panzer, zum Gegenangriff über und erreichte schließlich die Vesle.
Ab der zweiten Septemberwoche wurde das Armeeoberkommando wieder aus der Front gezogen und nach Flandern verlegt. Der Generalstab der Armee wurde dem belgischen König Albert I. zur Verfügung gestellt. Am 15. Oktober wurde die Armee als Armée française de Belgique mit drei Armeekorps (XXXIV., VII., XXX.) unter ihrer Kontrolle und Hauptquartier in Roeselare rekonstituiert, die zur alliierten Groupe d’armées des Flandres unter König Alberts Befehl gehörte. Im Zuge der Hunderttageoffensive ging sie im Oktober in der Schlacht an der Lys und Schelde vor und hatte letztere überschritten, als der Waffenstillstand eintrat.

### Oberbefehlshaber
- ab 26. August 1914: Joseph Maunoury
- ab 13. März 1915: Pierre Joseph Dubois
- ab 26. Februar 1916: Émile Fayolle
- ab 19. Dezember 1916: Charles Mangin
- ab 4. Mai 1917: Paul Maistre
- ab 11. Dezember 1917: Denis Auguste Duchêne
- ab 10. Juni 1918: Jean-Marie Degoutte
- ab 15. Oktober 1918: Antoine Baucheron de Boissoudy (Armée française de Belgique)
- ab 18. November 1918: Jean-Marie Degoutte (6e Armée)

## Zweiter Weltkrieg
Im Zweiten Weltkrieg wurde die Armee bei der Mobilmachung 1939 zur Verteidigung der Alpengrenze unter General René Olry aufgestellt und umfasste anfangs drei Armeekorps. Im Winter 1939/40 wurde sie in Armée des Alpes umbenannt.
Nach dem deutschen Durchbruch durch die Ardennen während des Westfeldzugs erhielt General Robert Touchon den Befehl über eine hastig zusammengestellte Armeeabteilung, die im Raum westlich Sedan konzentriert wurde, um einen deutschen Vorstoß über die Aisne aufzuhalten. Aus ihr ging eine neue 6. Armee hervor, die zur französischen 3. Heeresgruppe unter General Besson gehörte. In der zweiten Feldzugsphase ab Anfang Juni („Fall Rot“) verteidigte sie die Linie Aisne und Oise-Aisne-Kanal. Während der Schlachten von Montcornet, an der Ailette und Schlacht an der Aisne wurde sie von der deutschen Panzergruppe Kleist im Mai und Juni 1940 zurückgeworfen und bis zum Waffenstillstand zum Rückzug in die Region Burgund gezwungen. Anschließend wurde sie aufgelöst.